# Evangelische Kirche (Willofs)

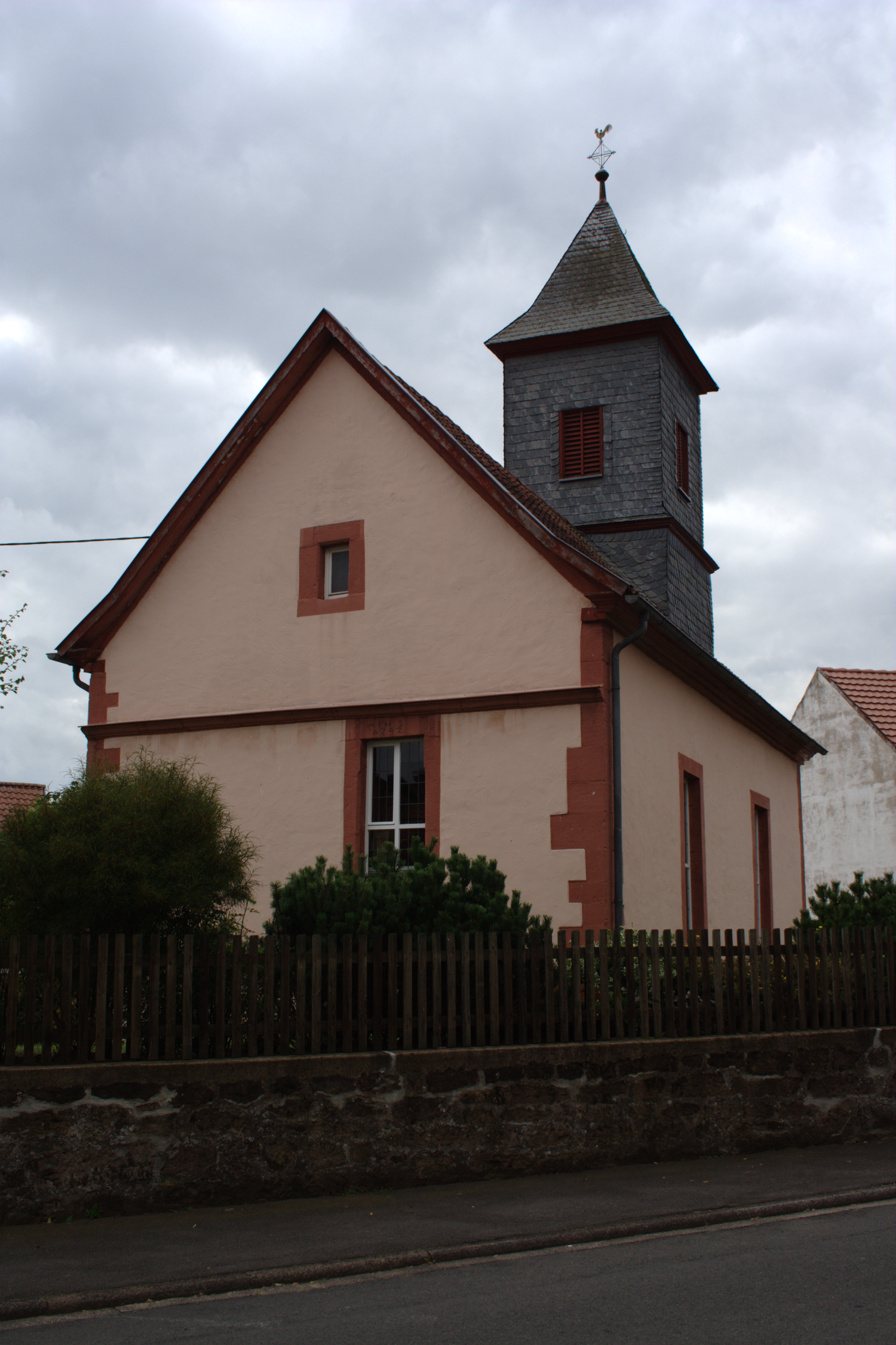
Evangelische Kirche in Willofs

Die Evangelische Kirche Willofs ist ein denkmalgeschütztes Kirchengebäude, das in Willofs steht, einem Stadtteil von Schlitz im Vogelsbergkreis in Hessen. Die Kirche gehört zur Christusgemeinde Schlitzerland im Dekanat Vogelsberg der Propstei Oberhessen der Evangelischen Kirche in Hessen und Nassau.

## Baugeschichte
Am 18. August 1581 beschlossen Hans, Erbmarschall des Stifts Fulda, Eustachius, würzburgischer Hofmeister, und Ludwig von Schlitz gen. v. Görtz sowie die Gebrüder Georg und Wilhelm Werner von Schachten die Ausschreibung einer Kollekte zur
Wiedererrichtung der verfallenen Kirche zu Willofs.

## Beschreibung
Die 1588 gebaute verputzte Saalkirche wurde 1742 nach Westen durch einen Risalit erweitert, der als Unterbau für den 1827/28 errichteten quadratischen Kirchturm diente. Gleichzeitig wurde das Kirchenschiff erneuert. Hinter den Klangarkaden des schiefergedeckten, in das Kirchenschiff eingestellten, mit einem Pyramidendach bedeckten Kirchturms befindet sich der Glockenstuhl mit zwei Kirchenglocken, die den Jahren 1748 und 1915 gegossen wurden. Die Kirchenausstattung stammt aus dem 19. Jahrhundert. Die Orgel, die über dem Altar steht, wurde 1864 gebaut.